# إسطفانوس الأول سيداروس
الكاردينال الأنبا إسطفانوس الأول سيداروس (22 فبراير 1904 ـ 23 أغسطس 1987) هو بطريرك الأقباط الكاثوليك في مصر بين عامي 1958 و1984، وهو أكبر أبناء الدبلوماسي المصري سيزوستريس باشا سيداروس.

## بطريركيته
انتخب إسطفانوس الأول بطريركًا للأقباط الكاثوليك في 2 فبراير 1958، عقب وفاة الأنبا مرقس الثاني خزام، وسيم بطريركا في 29 يونيو 1958، في عهد البابا بيوس الثاني عشر، وظل في هذا المنصب 28 عامًا انتهت بتقديمه استقالته إلى الكرسي الرسولي بروما في 22 فبراير 1984 لاعتلال صحته.

## رتبة كاردينال
يعد إسطفانوس الأول أول من حمل رتبة كاردينال للكنيسة الكاثوليكية في الكنيسة القبطية الكاثوليكية، حيث منحه إياها البابا بولس السادس في 22 فبراير 1965، بمناسبة يوبيله الفضي الكهنوتي.

## وفاته
توفي أسطفانوس الأول في 23 أغسطس 1987، عن عمر يناهز الخامسة والثمانين.

## روابط خارجية
- إسطفانوس الأول سيداروس على موقع مونزينجر (الألمانية)